# Biğkem Karavus
Biğkem Karavus (* 1986 in Istanbul) ist eine türkische Schauspielerin.

## Leben und Karriere
Karavus wurde 1986 in Istanbul geboren. Ihr Debüt gab sie 2001 in der Fernsehserie Dadı. Anschließend war sie 2004 in der Serie Bir Dilim Aşk zu sehen. 2006 trat sie in Sağır Oda auf. Karavus spielte 2008 in dem Film Musallat die Hauptrolle. 2009 bekam Karavus eine Rolle in dem Film Gölgesizler. Anschließend wurde sie 2015 für die Serie Hatırla Gönül gecastet. Unter anderem spielte sie 2003 in dem Film Mitat mit.

## Filmografie
Filme
- 2008: Musallat
- 2009: Gölgesizler
- 2009: Ada: Zombilerin Düğünü
- 2023: Mitat

Serien
- 2001–2002: Dadı
- 2004: Bir Dilim Aşk
- 2006: Sağır Oda
- 2008: Geç Gelen Bahar
- 2011: Mavi Kelebekler
- 2012: Böyle Bitmesin
- 2015: Hatırla Gönül